# رتب تركية-مصرية
الرُتب التركية المصرية هي الرُتب العسكرية المُستخدمة من قِبل المملكة المصرية منذ عام 1922 وامتد العمل بها حتى بعد قيام ثورة يوليو عام 1952، قبل أن يتم تعديلها وإحلال النظام الجديد للرُتب العسكرية بالقوات المسلحة المصرية عام 1958، وأُطلق عليها اسم الرُتب التركية المصرية كونها خليطًا من التركية العثمانية والعربية، كذلك لاعتبارها مأخوذة عن الإصلاحات العسكرية القديمة التي أدخلها محمد علي پاشا بعد تولّيه حُكم مصر عام 1866، ومع ذلك فتصميم الكتفيات إنگليزي خالص كون مصر دولة تابعة للتاج البريطاني في ذلك الوقت، ولم تُمنح الرُتب العُليا سوى للضباط البريطانيون، وخاصة رُتبة السردار التي لم يحملها سوى رئيس أركان القوات المُسلّحة المصرية والحاكم العام للسودان في ذلك الوقت.

## رتب الضباط
| شارات كتف الضباط بالجيش المصري | شارات كتف الضباط بالجيش المصري | شارات كتف الضباط بالجيش المصري | شارات كتف الضباط بالجيش المصري | شارات كتف الضباط بالجيش المصري | شارات كتف الضباط بالجيش المصري | شارات كتف الضباط بالجيش المصري | شارات كتف الضباط بالجيش المصري | شارات كتف الضباط بالجيش المصري | شارات كتف الضباط بالجيش المصري | شارات كتف الضباط بالجيش المصري |
| ملازم                          | ملازم أوّل                      | نقيب                           | رائد                           | مُقدّم                           | عقيد                           | عميد                           | لواء                           | فريق                           | فريق أوّل                       | مشير                           |
| ملازم ثاني                     | ملازم أول                      | يوزپاشي                        | صاغ                            | بكپاشي                         | قائم مقام                      | أمير ألاي                      | لواء                           | فريق                           | سردار                          | مشير                           |
| ------------------------------ | ------------------------------ | ------------------------------ | ------------------------------ | ------------------------------ | ------------------------------ | ------------------------------ | ------------------------------ | ------------------------------ | ------------------------------ | ------------------------------ |
|                                |                                |                                |                                |                                |                                |                                |                                |                                |                                |                                |

## طالع أيضًا
- قائمة الرُتب العسكرية المُقارنة
- قائمة رُتب الجيش المصري
- رُتب القوات الجوّية المصرية
- رُتب القوات البحرية المصرية